# 瑟穆瓦
瑟穆瓦（法語：Semoy，法語發音：[səmwa]）是法国卢瓦雷省的一个市镇，位于该省西部，奥尔良市区东北，属于奥尔良区。

## 地理
瑟穆瓦（47°55'56"N, 1°56'55"E）面积7.78 平方千米，位于法国中央-卢瓦尔河谷大区卢瓦雷省，该省份为法国中北部省份，北起埃松省，西北接厄尔-卢瓦省，西南接卢瓦-谢尔省，南至涅夫勒省和谢尔省，东临约讷省，东北接塞纳-马恩省。
与瑟穆瓦接壤的市镇（或旧市镇、城区）包括：尚托、弗勒里莱索布赖、马里尼莱叙萨日、奥尔良、圣让德布赖。

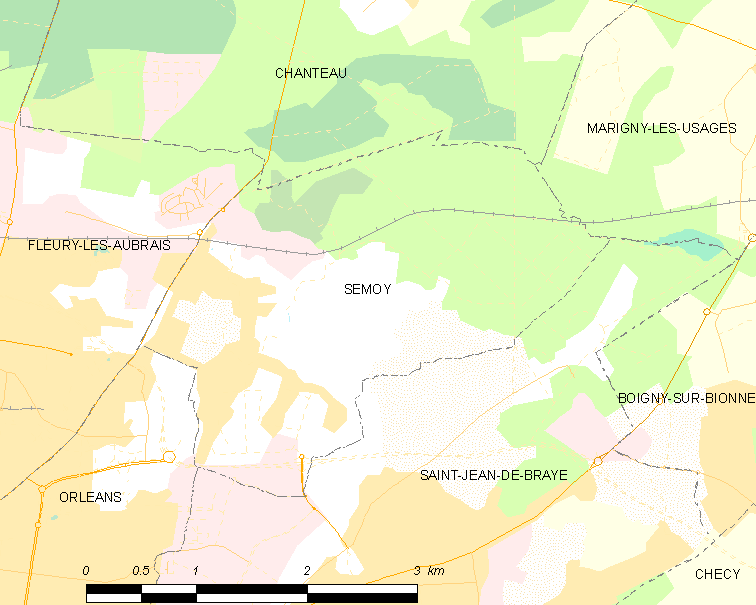
瑟穆瓦的OSM定位图

瑟穆瓦的时区为UTC+01:00、UTC+02:00（夏令时）。

## 行政
瑟穆瓦的邮政编码为45400，INSEE市镇编码为45308。

## 政治
瑟穆瓦所属的省级选区为圣让德布赖县。

## 人口

1962-2008年间瑟穆瓦人口变化图示

瑟穆瓦于2022年1月1日时的人口数量为3204人。